# 京都協立病院
京都協立病院（きょうときょうりつびょういん）は、公益社団法人京都保健会が京都府綾部市に設置する病院。

## 沿革
1953年(昭和28年)4月　あやべ診療所開設
1978年(昭和53年)6月　あやべ診療所健康友の会発足
1980年(昭和55年)11月　有床診療所（11床）として駅前へ移転
1983年(昭和58年)9月　綾部協立病院開設（35床）
1986年(昭和61年)7月　25床増床して55床に
1987年(昭和62年)7月　綾部健康友の会発足
1991年(平成3年)4月　増築増床し75床に　外来機能拡充
2004年(平成16年)3月　99床を備えた京都協立病院として新築移転（一般52床、療養47床）
2008年(平成20年)1月　ISO9001認証取得
2013年(平成25年)4月　電子カルテ導入
2014年(平成26年)6月　一般26床を地域包括ケア病床に変更、医療療養病床を回復期リハビリテーション病床に変更

## 診療科
(この節の出典)
- 内科
- 小児科
- 神経内科
- 外科
- 整形外科
- こう門外科
- 皮膚科
- リハビリテーション科
- 放射線科

## 医療機関の認定
(この節の出典)
- 保険医療機関
- 労災保険指定医療機関
- 指定自立支援医療機関（更生医療）
- 指定自立支援医療機関（育成医療）
- 指定自立支援医療機関（精神通院医療）
- 身体障害者福祉法指定医の配置されている医療機関
- 特定疾患治療研究事業指定医療機関
- 生活保護法指定医療機関
- 在宅療養支援病院
- 結核指定医療機関
- 小児慢性特定疾患治療研究事業指定医療機関
- 原子爆弾被害者一般疾病医療取扱医療機関
- 無料低額診療事業実施医療機関院

## 差額ベッド代について
法人の方針により、差額ベッド料（個室料）を徴収していない。

## 交通アクセス
- JR山陰本線・舞鶴線「綾部駅」からバス又はタクシー乗車15分[3]
- 綾部駅との間で無料送迎バスを運行している[3]。(時刻表)
- JR山陰本線「高津駅」から徒歩5分[3]

## 関連施設

### 公益社団法人京都保健会が設置する病院
- 京都民医連中央病院 - 京都市右京区。
- 吉祥院病院 - 京都市南区。